# Magyarország az 1980. évi nyári olimpiai játékokon
Magyarország a szovjetunióbeli Moszkvában megrendezett 1980. évi nyári olimpiai játékok egyik részt vevő nemzete volt, 263 sportolóval vett részt.

## Érmesek
| Érem  | Versenyző | Sportág       | Versenyszám               |
| ----- | --- | ------------- | ------------------------- |
| Arany | Kocsis Ferenc | Birkózás      | Kötöttfogás, 74 kg        |
| Arany | Növényi Norbert | Birkózás      | Kötöttfogás, 90 kg        |
| Arany | Foltán László Vaskuti István | Kajak-kenu    | Férfi kenu kettes 500 m   |
| Arany | Varga Károly | Sportlövészet | Sportpuska fekvő          |
| Arany | Baczakó Péter | Súlyemelés    | 90 kg                     |
| Arany | Magyar Zoltán | Torna         | Férfi lólengés            |
| Arany | Wladár Sándor | Úszás         | Férfi 200 m hát           |
| Ezüst | Rácz Lajos | Birkózás      | Kötöttfogás, 52 kg        |
| Ezüst | Tóth István | Birkózás      | Kötöttfogás, 62 kg        |
| Ezüst | Balla József | Birkózás      | Szabadfogás, +100 kg      |
| Ezüst | Joós István Szabó István | Kajak-kenu    | Férfi kajak kettes 1000 m |
| Ezüst | Szombathelyi Tamás | Öttusa        | Egyéni                    |
| Ezüst | Horváth László Maracskó Tibor Szombathelyi Tamás | Öttusa        | Csapat                    |
| Ezüst | Verrasztó Zoltán | Úszás         | Férfi 200 m hát           |
| Ezüst | Vermes Albán | Úszás         | Férfi 200 m mell          |
| Ezüst | Kolczonay Ernő | Vívás         | Férfi párbajtőr, egyéni   |
| Ezüst | Maros Magda | Vívás         | Női tőr, egyéni           |
| Bronz | Seres Ferenc | Birkózás      | Kötöttfogás, 48 kg        |
| Bronz | Kovács István | Birkózás      | Szabadfogás, 82 kg        |
| Bronz | Kincses Tibor | Cselgáncs     | Férfi légsúly             |
| Bronz | Ozsvár András | Cselgáncs     | Férfi nyílt               |
| Bronz | Rakusz Éva Zakariás Mária | Kajak-kenu    | Női kajak kettes 500 m    |
| Bronz | Váradi János | Ökölvívás     | Légsúly                   |
| Bronz | Lévai István | Ökölvívás     | Nehézsúly                 |
| Bronz | Szalai György | Súlyemelés    | 110 kg                    |
| Bronz | Donáth Ferenc Guczoghy György Kelemen Zoltán Kovács Péter Magyar Zoltán Vámos István                                                                        | Torna         | Férfi csapat összetett    |
| Bronz | Verrasztó Zoltán | Úszás         | Férfi 400 m vegyes        |
| Bronz | Detre Szabolcs Detre Zsolt | Vitorlázás    | Repülő hollandi           |
| Bronz | Gedővári Imre | Vívás         | Férfi kard, egyéni        |
| Bronz | Gedővári Imre Gerevich Pál Hammang Ferenc Nébald György Nébald Rudolf                                                                                       | Vívás         | Férfi kard, csapat        |
| Bronz | Kovács Edit Maros Magda Tordasi Ildikó Stefanek Gertrúd Szőcs Zsuzsanna                                                                                     | Vívás         | Női tőr, csapat           |
| Bronz | Csapó Gábor Faragó Tamás Gerendás György Hauszler Károly Horkai György Kiss István Kuncz László Molnár Endre Sudár Attila ifj. Szívós István Udvardi István | Vízilabda     | Férfi                     |

## További magyar pontszerzők

### 4. helyezettek
| Név | Sportág        | Versenyszám         |
| --- | -------------- | ------------------- |
| Szalma László | Atlétika       | távolugrás          |
| Farkas József | Birkózás       | kötöttfogás +100 kg |
| Szabó Lajos | Birkózás       | szabadfogás 52 kg   |
| Wichmann Tamás | Kajak-kenu     | egyes 500 m         |
| Fodor János Gubányi Ernő Jánovszki László Jegenyés Alpár Kenyeres József Kontra Zsolt Kovács Péter Lele Ambrus Kovacsics Miklós Lele Ambrus Pál Árpád Szilágyi István Vass Sándor                     | Kézilabda      | férfi csapat        |
| Angyal Éva Berzsenyi Mária Bonyhádi Klára Bozó Éva Budai Piroska Győrvári Gyöngyi Horváth Klára Nagy Mariann Németh Erzsébet Nyári Erzsébet Samus Ilona Sterbinszky Amália Tomann Rozália Vanya Mária | Kézilabda      | női csapat          |
| Beloberk Éva Boksay Zsuzsa Gulyás Ildikó Kiss Lenke Kovács Ilona László Erzsébet Medgyesi Judit Németh Ágnes Szabics Magdolna Szuchy Katalin Vertebics Gyöngyi Winter Ilona                           | Kosárlabda     | női csapat          |
| Balogi András Hevesi Barnabás Krucsó Ferenc Varró József | Lovaglás       | díjugratás csapat   |
| Cseresnyés László Grózner István Horváth Zoltán Oláh Mihály | Lovaglás       | Military csapat     |
| Bardi Gyöngyi Csapó Gabriella Énekes Emöke Jánosi Zsuzsa Kőszegi Bernadett Lengyel Gabriella Radó Lucia dr. Sebők Éva Siry Emerencia Szalonna Júlianna Torma Ágnes                                    | Röplabda       | női csapat          |
| Doleschall András | Sportlövészet  | futóvadlövés        |
| Oláh Béla | Súlyemelés     | lepkesúly           |
| Hargitay András | Úszás, műugrás | 400 m vegyes        |

### 5. helyezettek
| Név                                                                             | Sportág        | Versenyszám               |
| ------------------------------------------------------------------------------- | -------------- | ------------------------- |
| Forgács Judit Orosz Irén Pál Ilona Petrik Ibolya (előfutamban) Tóth Éva         | Atlétika       | női 4×100 m futóváltó     |
| Papp Margit                                                                     | Atlétika       | ötpróba                   |
| Szepesi István                                                                  | Cselgáncs      | 95 kg                     |
| Nagy Béla                                                                       | Íjászat        | nagytávú összetett        |
| Deme József Kosztyán József Rátkai János Sztanity Zoltán                        | Kajak-kenu     | férfi kajak négyes 1000 m |
| Gedó György                                                                     | Ökölvívás      | pehelysúly                |
| Maracskó Tibor                                                                  | Öttusa         | egyéni                    |
| Bodnár Tibor                                                                    | Sportlövészet  | futóvadlövés              |
| Sólyomvári János                                                                | Súlyemelés     | kisnehézsúly              |
| Kovács Péter                                                                    | Torna          | műszabadgyakorlat         |
| Almási Lenke Csányi Erika Egervári Márta Flander Erika Hanti Erzsébet Óvári Éva | Torna          | csapat összetett          |
| Dzvonyár János                                                                  | Úszás, műugrás | 100 m mellúszás           |
| Wladár Sándor                                                                   | Úszás, műugrás | 100 m hátúszás            |

### 6. helyezettek
| Név                                                             | Sportág    | Versenyszám                     |
| --------------------------------------------------------------- | ---------- | ------------------------------- |
| Biró László                                                     | Birkózás   | szabadfogás 48 kg               |
| Toma Mihály                                                     | Birkózás   | kötöttfogás 82 kg               |
| Bata Ilona Langhoffer Klára                                     | Evezés     | női kétpárevezős                |
| Molnár Éva Bednarik Teréz                                       | Evezés     | női kormányos nélküli kétevezős |
| Hornyák Ferenc                                                  | Súlyemelés | lepkesúly                       |
| Stefanovics Imre                                                | Súlyemelés | légsúly                         |
| Donáth Ferenc                                                   | Torna      | lólengés                        |
| Nagy Sándor                                                     | Úszás      | 400 m gyorsúszás                |
| Dzvonyár János Mészáros Gábor Verrasztó Zoltán Wladár Sándor    | Úszás      | férfi 4×100 m vegyes úszó váltó |
| Demény László Kolczonay Ernő Pap Jenő Papp András Szelei István | Vívás      | férfi tőr csapat                |

## Eredményesség sportáganként
Az egyes sportágak eredményessége, ill. az induló versenyzők száma a következő (zárójelben a magyar indulókkal rendezett versenyszámok száma, kiemelve az egyes oszlopokban előforduló legmagasabb érték, vagy értékek):
| Sportág, szakág | Helyezések száma | Helyezések száma | Helyezések száma | Helyezések száma | Helyezések száma | Helyezések száma | Olimpiai pont | Indulók száma | Indulók száma | Indulók száma |
| Sportág, szakág |                  |                  |                  | 4.               | 5.               | 6.               | Olimpiai pont | Férfi         | Nő            | Össz.         |
| Atlétika        | 0                | 0                | 0                | 1                | 2                | 0                | 7             | 15            | 12            | 27            |
| Birkózás        | 2                | 3                | 2                | 2                | 0                | 2                | 45            | 19            | 0             | 19            |
| Cselgáncs       | 0                | 0                | 2                | 0                | 1                | 0                | 10            | 8             | 0             | 8             |
| Evezés          | 0                | 0                | 0                | 0                | 0                | 2                | 2             | 10            | 10            | 20            |
| Íjászat         | 0                | 0                | 0                | 0                | 1                | 0                | 2             | 2             | 2             | 4             |
| Kajak-kenu      | 1                | 1                | 1                | 1                | 1                | 0                | 21            | 13            | 3             | 16            |
| Kerékpározás    | 0                | 0                | 0                | 0                | 0                | 0                | 0             | 10            | 0             | 10            |
| Kézilabda       | 0                | 0                | 0                | 2                | 0                | 0                | 6             | 14            | 14            | 28            |
| Kosárlabda      | 0                | 0                | 0                | 1                | 0                | 0                | 3             | 0             | 12            | 12            |
| Lovaglás        | 0                | 0                | 0                | 2                | 0                | 0                | 6             | 8             | 0             | 8             |
| Ökölvívás       | 0                | 0                | 2                | 0                | 1                | 0                | 10            | 9             | 0             | 9             |
| Öttusa          | 0                | 2                | 0                | 0                | 1                | 0                | 12            | 3             | 0             | 3             |
| Röplabda        | 0                | 0                | 0                | 1                | 0                | 0                | 3             | 0             | 12            | 12            |
| Sportlövészet   | 1                | 0                | 0                | 1                | 1                | 0                | 12            | 13            | 1             | 14            |
| Súlyemelés      | 1                | 0                | 1                | 1                | 1                | 2                | 18            | 10            | 0             | 10            |
| Torna           | 1                | 0                | 1                | 0                | 2                | 1                | 16            | 6             | 6             | 12            |
| Úszás, műugrás  | 1                | 2                | 1                | 1                | 2                | 2                | 30            | 11            | 4             | 15            |
| Vitorlázás      | 0                | 0                | 1                | 0                | 0                | 0                | 4             | 7             | 0             | 7             |
| Vívás           | 0                | 2                | 3                | 0                | 0                | 1                | 23            | 13            | 5             | 18            |
| Vízilabda       | 0                | 0                | 1                | 0                | 0                | 0                | 4             | 11            | 0             | 11            |
| Összesen        | 7                | 10               | 15               | 13               | 13               | 10               | 234           | 182           | 81            | 263           |

## Atlétika
Férfi
| Versenyző                                          | Versenyszám     | Előfutam | Előfutam | Előfutam | Negyeddöntő | Negyeddöntő | Negyeddöntő | Elődöntő | Elődöntő | Elődöntő | Döntő     | Döntő    |
| Versenyző                                          | Versenyszám     | Idő      | Hely.    | Össz.    | Idő         | Hely.       | Össz.       | Idő      | Hely.    | Össz.    | Idő       | Helyezés |
| -------------------------------------------------- | --------------- | -------- | -------- | -------- | ----------- | ----------- | ----------- | -------- | -------- | -------- | --------- | -------- |
| Tatár István                                       | 100 m           | 10,69    | 5.       | 34.*     | kiesett     | kiesett     | kiesett     | kiesett  | kiesett  | kiesett  | kiesett   | kiesett  |
| Nagy István                                        | 100 m           | 10,68    | 4.       | 33.      | kiesett     | kiesett     | kiesett     | kiesett  | kiesett  | kiesett  | kiesett   | kiesett  |
| Nagy István                                        | 200 m           | 21,80    | 2.       | 33.      | 21,38       | 6.          | 28.         | kiesett  | kiesett  | kiesett  | kiesett   | kiesett  |
| Kiss Ferenc                                        | 200 m           | 21,34    | 2.       | 14.      | 21,24       | 4.          | 24.         | 21,17    | 8.       | 14.*     | kiesett   | kiesett  |
| Paróczai András                                    | 800 m           | 1:47,50  | 3.       | 4.       |             |             |             | 1:48,73  | 7.       | 20.      | kiesett   | kiesett  |
| Szekeres Ferenc                                    | Maraton         |          |          |          |             |             |             |          |          |          | 2:15:18   | 12.      |
| Szalai József                                      | 400 m gát       | 50,23    | 2.       | 5.       |             |             |             | 51,06    | 6.       | 12.      | kiesett   | kiesett  |
| Szálas János                                       | 20 km gyaloglás |          |          |          |             |             |             |          |          |          | 1:34:10,5 | 12.      |
| Sátor László                                       | 50 km gyaloglás |          |          |          |             |             |             |          |          |          | 4:10:53   | 9.       |
| Tatár István Nagy István Babály László Kiss Ferenc | 4 × 100 m váltó | 39,97    | 6.       | 11.      |             |             |             |          |          |          | kiesett   | kiesett  |

| Versenyző       | Versenyszám   | Selejtező | Selejtező | Döntő      | Döntő    |
| Versenyző       | Versenyszám   | Eredmény  | Helyezés  | Eredmény   | Helyezés |
| --------------- | ------------- | --------- | --------- | ---------- | -------- |
| Társi Zoltán    | Magasugrás    | 218 cm    | 19.       | kiesett    | kiesett  |
| Gibicsár István | Magasugrás    | 215 cm    | 23.       | kiesett    | kiesett  |
| Szalma László   | Távolugrás    | 791 cm    | 8.        | 813 799 cm | 4.       |
| Bakosi Béla     | Távolugrás    | 729 cm    | 25.       | kiesett    | kiesett  |
| Bakosi Béla     | Hármasugrás   | 16,45 m   | 10.       | 16,47 m    | 7.       |
| Németh Miklós   | Gerelyhajítás | 84,84 m   | 4.        | 82,40 m    | 8.       |
| Paragi Ferenc   | Gerelyhajítás | 88,76 m   | 1.        | 79,52 m    | 10.      |

Női
| Versenyző                                                       | Versenyszám     | Előfutam | Előfutam | Előfutam | Negyeddöntő | Negyeddöntő | Negyeddöntő | Elődöntő      | Elődöntő      | Elődöntő      | Döntő   | Döntő    |
| Versenyző                                                       | Versenyszám     | Idő      | Hely.    | Össz.    | Idő         | Hely.       | Össz.       | Idő           | Hely.         | Össz.         | Idő     | Helyezés |
| --------------------------------------------------------------- | --------------- | -------- | -------- | -------- | ----------- | ----------- | ----------- | ------------- | ------------- | ------------- | ------- | -------- |
| Orosz-Árva Irén                                                 | 200 m           | 23,69    | 3.       | 19.      | 23,68       | 6.          | 19.         | kiesett       | kiesett       | kiesett       | kiesett | kiesett  |
| Pál Ilona                                                       | 400 m           | 51,99    | 2.       | 8.       |             |             |             | 51,99         | 6.            | 13.           | kiesett | kiesett  |
| Forgács Judit                                                   | 400 m           | 53,06    | 6.       | 26.      |             |             |             | kiesett       | kiesett       | kiesett       | kiesett | kiesett  |
| Siska Xénia                                                     | 100 m gát       | 13,23    | 5.       | 10.      |             |             |             | nem ért célba | nem ért célba | nem ért célba | kiesett | kiesett  |
| Orosz-Árva Irén Forgács Judit Tóth Éva Pál Ilona Petrika Ibolya | 4 × 400 m váltó | 3:29,7   | 3.       | 5.*      |             |             |             |               |               |               | 3:27,86 | 5.       |

| Versenyző      | Versenyszám   | Selejtező | Selejtező | Döntő    | Döntő    |
| Versenyző      | Versenyszám   | Eredmény  | Helyezés  | Eredmény | Helyezés |
| -------------- | ------------- | --------- | --------- | -------- | -------- |
| Mátay Andrea   | Magasugrás    | 188 cm    | 1.        | 185 cm   | 10.      |
| Pap Mária      | Távolugrás    | 641 cm    | 14.       | kiesett  | kiesett  |
| Papp Margit    | Távolugrás    | 632 cm    | 16.       | kiesett  | kiesett  |
| Herczegh Ágnes | Diszkoszvetés | 57,80 m   | 12.       | 55,06 m  | 12.      |
| Csőke Katalin  | Diszkoszvetés | 57,38 m   | 14.       | kiesett  | kiesett  |
| Janák Mária    | Gerelyhajítás | 57,80 m   | 13.       | kiesett  | kiesett  |

| Versenyző   | Versenyszám | 100 m gát | 100 m gát | Súlylökés | Súlylökés | Magasugrás | Magasugrás | Távolugrás | Távolugrás | 800 m  | 800 m | Végeredmény | Végeredmény |
| Versenyző   | Versenyszám | Idő       | Pont      | Eredmény  | Pont      | Eredmény   | Pont       | Eredmény   | Pont       | Idő    | Pont  | Pont        | Helyezés    |
| ----------- | ----------- | --------- | --------- | --------- | --------- | ---------- | ---------- | ---------- | ---------- | ------ | ----- | ----------- | ----------- |
| Papp Margit | Ötpróba     | 13,73     | 901       | 11,98 m   | 718       | 174 cm     | 974        | 610 cm     | 928        | 2:11,1 | 910   | 4584        | 5.          |

* - egy másik versenyzővel azonos eredményt ért el

## Birkózás
Kötöttfogású
| Versenyző       | Versenyszám | 1. forduló                              | 2. forduló                         | 3. forduló                            | 4. forduló                               | 5. forduló                        | Döntő | Helyezés |
| Versenyző       | Versenyszám | Ellenfél Eredmény                       | Ellenfél Eredmény                  | Ellenfél Eredmény                     | Ellenfél Eredmény                        | Ellenfél Eredmény                 | Ellenfél Eredmény                                                                                        | Helyezés |
| --------------- | ----------- | --------------------------------------- | ---------------------------------- | ------------------------------------- | ---------------------------------------- | --------------------------------- | --- | -------- |
| Seres Ferenc    | 48 kg       | Roman Kierpacz (POL) · kétvállas        | Alfredo Olvera (MEX) · 13–5        | Zsakszilik Üskempirov (URS) · 6–17    | Reijo Haaparanta (FIN) · 17–2            | Constantin Alexandru (ROU) · 5–10 | Hozott eredmények · Zsakszilik Üskempirov (URS) · 6–17 · Constantin Alexandru (ROU) · 5–10               |          |
| Rácz Lajos      | 52 kg       | Hazim Abdul Ridha (IRQ) · kizárták      | Nicu Gingă (ROU) · kizárták        | Stanisław Wróblewski (POL) · kizárták | erőnyerő                                 |                                   | 1. mérkőzés · Vahtang Blagidze (URS) · 1–19 · 2. mérkőzés · Mladen Mladenov (BUL) · 5–0 ·                |          |
| Molnár Gyula    | 57 kg       | erőnyerő                                | Julien Mewis (BEL) · kétvállas     | Josef Krysta (TCH) · kétvállas        | Józef Lipień (POL) · 4–10                | kiesett                           | kiesett                                                                                                  | 7.       |
| Tóth István     | 62 kg       | Ghulam Sanay (AFG) · kétvállas          | Panajot Kirov (BUL) · kizárták     | Radwan Karout (SYR) · kizárták        | Borisz Kramarenko (URS) · kizárták       | Ivica Frgić (YUG) · 8–4           | Hozott eredmény · Borisz Kramarenko (URS) · kizárták · 1. mérkőzés · Stelios Mygiakis (GRE) · kizárták · |          |
| Gaál Károly     | 68 kg       | Mohamed Moualek (ALG) · kétvállas       | Andrzej Supron (POL) · kizárták    | Szuren Nalbandjan (URS) · 2–4         | kiesett                                  | kiesett                           | kiesett                                                                                                  | 8.       |
| Kocsis Ferenc   | 74 kg       | Kaj Jægergaard Hansen (DEN) · kétvállas | Karlo Kasap (YUG) · kizárták       | Janko Sopov (BUL) · 4–3               | Gheorghe Minea (ROU) · kétvállas         | Mikko Huhtala (FIN) · kétvállas   | Hozott eredmény · Mikko Huhtala (FIN) · kétvállas 1. mérkőzés · Anatolij Bikov (URS) · kizárták          |          |
| Toma Mihály     | 82 kg       | Gennagyij Korban (URS) · kizárták       | Miroslav Janota (TCH) · kétvállas  | Pavel Pavlov (BUL) · kizárták         | kiesett                                  |                                   | kiesett                                                                                                  | 6.       |
| Növényi Norbert | 90 kg       | Keijo Manni (FIN) · kétvállas           | Atef Mahayri (SYR) · kétvállas     | Georgios Pozidis (GRE) · kétvállas    | José Poll (CUB) · kétvállas              | Igor Kanigin (URS) · 7–6          | Hozott eredmény · Igor Kanigin (URS) · 7–6 · 1. mérkőzés · Petre Dicu (ROU) · 4–1                        |          |
| Gáspár Tamás    | 100 kg      | Nyikolaj Balbosin (URS) · kétvállas     | Georgi Rajkov (BUL) · kizárták     | kiesett                               | kiesett                                  |                                   | kiesett                                                                                                  | 9.       |
| Farkas József   | +100 kg     | Jawdat Jabra (SYR) · kétvállas          | Alekszandar Tomov (BUL) · kizárták | Prvoslav Ilić (YUG) · kizárták        | Alekszandr Kolcsinszkij (URS) · kizárták |                                   | kiesett                                                                                                  | 4.       |

Szabadfogású
| Versenyző        | Versenyszám | 1. forduló                            | 2. forduló                         | 3. forduló                            | 4. forduló                         | 5. forduló                        | 6. forduló                     | Döntő                                                                                           | Helyezés    |
| Versenyző        | Versenyszám | Ellenfél Eredmény                     | Ellenfél Eredmény                  | Ellenfél Eredmény                     | Ellenfél Eredmény                  | Ellenfél Eredmény                 | Ellenfél Eredmény              | Ellenfél Eredmény                                                                               | Helyezés    |
| ---------------- | ----------- | ------------------------------------- | ---------------------------------- | ------------------------------------- | ---------------------------------- | --------------------------------- | ------------------------------ | ----------------------------------------------------------------------------------------------- | ----------- |
| Bíró László      | 48 kg       | Nguyễn Văn Công (VIE) · kétvállas     | Gheorghe Raşovan (ROU) · kétvállas | Jorge Frias (MEX) · 12–11             | Szergej Kornyilajev (URS) · 4–17   | kiesett                           |                                | kiesett                                                                                         | 6.          |
| Szabó Lajos      | 52 kg       | Luis Ocana (CUB) · kétvállas          | Petre Ciarnău (ROU) · kétvállas    | erőnyerő                              | Nanzadyn Büregdaa (MGL) · 12–9     | Władysław Stecyk (POL) · kizárták | Nermedin Szelimov (BUL) · 3–19 | kiesett                                                                                         | 4.          |
| Németh Sándor    | 57 kg       | Karim Salman Muhsin (IRQ) · kétvállas | Juan Rodríguez (CUB) · 9–7         | Szergej Beloglazov (URS) · kétvállas  | Ivan Cocsev (BUL) · kizárták       | kiesett                           |                                | kiesett                                                                                         | 8.          |
| Szalontai Zoltán | 62 kg       | Raúl Cascaret (CUB) · kétvállas       | Phí Hữu Tình (VIE) · kétvállas     | Miho Dukov (BUL) · 8–16               | kiesett                            | kiesett                           |                                | kiesett                                                                                         | 8.          |
| Kocsis János     | 68 kg       | Nguyễn Ðình Chi (VIE) · kétvállas     | Zevegiin Oidov (MGL) · 4–7         | Jagmander Singh (IND) · 1–13          | kiesett                            | kiesett                           |                                | kiesett                                                                                         | helyezetlen |
| Fehér István     | 74 kg       | Fitz Walker (GBR) · 25–6              | Kiro Ristov (YUG) · 8–6            | Dan Karabin (TCH) · feladta (sérülés) | Ryszard Ścigalski (POL) · kizárták | kiesett                           | kiesett                        | kiesett                                                                                         | 7.          |
| Kovács István    | 82 kg       | Günter Busarello (AUT) · 3–3          | Zachée N'Dock (CMR) · kétvállas    | Abdulah Memedi (YUG) · 4–3            | Zevegiin Düvchin (MGL) · 6–4       | Henryk Mazur (POL) · 7–4          |                                | 1. mérkőzés · Iszmail Abilov (BUL) · kétvállas · 2. mérkőzés · Magomedhan Aracilov (URS) · –18  |             |
| Bodó Antal       | 100 kg      | Szlavcso Cservenkov (BUL) · kizárták  | Ambroise Sarr (SEN) · kizárták     | Ilja Matye (URS) · kétvállas          | kiesett                            | kiesett                           |                                | kiesett                                                                                         | helyezetlen |
| Balla József     | +100 kg     | Petar Ivanov (BUL) · kizárták         | Andrei Ianko (ROU) · kizárták      | Szoszlan Angyijev (URS) · kizárták    | Roland Gehrke (GDR) · 6–4          |                                   |                                | Hozott eredmény · Szoszlan Angyijev (URS) · kizárták · 1. mérkőzés · Adam Sandurski (POL) · 4–4 |             |

## Cselgáncs
| Versenyző      | Versenyszám  | Csoport | 32-es főtábla                     | Nyolcaddöntő                           | Negyeddöntő                            | Elődöntő                 | Vigaszág negyeddöntő    | Vigaszág elődöntő         | Bronz- mérkőzés            | Döntő             | Helyezés |
| Versenyző      | Versenyszám  | Csoport | Ellenfél Eredmény                 | Ellenfél Eredmény                      | Ellenfél Eredmény                      | Ellenfél Eredmény        | Ellenfél Eredmény       | Ellenfél Eredmény         | Ellenfél Eredmény          | Ellenfél Eredmény | Helyezés |
| -------------- | ------------ | ------- | --------------------------------- | -------------------------------------- | -------------------------------------- | ------------------------ | ----------------------- | ------------------------- | -------------------------- | ----------------- | -------- |
| Kincses Tibor  | Légsúly      | A       | Ali Heidar Ali Mohamed (KUW) · GY | Luiz Shinohara (BRA) · GY              | Ko Hjong (Ko Hyong) (PRK) · GY         | José Rodríguez (CUB) · V |                         |                           | John Holliday (GBR) · GY   |                   |          |
| Gelencsér Imre | Harmatsúly   | B       | Janusz Pawłowski (POL) · V        | kiesett                                | kiesett                                | kiesett                  |                         |                           |                            |                   | 19.      |
| Molnár Károly  | Könnyűsúly   | B       | erőnyerő                          | Kim Bjonggun (Kim Byong-Gun) (PRK) · V | kiesett                                | kiesett                  |                         |                           |                            |                   | 12.      |
| Gyáni János    | Váltósúly    | B       | Mircea Frăţică (ROU) · V          | kiesett                                | kiesett                                | kiesett                  |                         |                           |                            |                   | 17.      |
| Kiss Endre     | Középsúly    | B       | Wálter Carmona (BRA) · V          | kiesett                                | kiesett                                | kiesett                  |                         |                           |                            |                   | 19.      |
| Szepesi István | Félnehézsúly | B       | Robert Van de Walle (BEL) · V     |                                        |                                        |                          | Rex Chizooma (ZAM) · GY | Jean-Luc Rougé (FRA) · GY | Henk Numan (NED) · GY      |                   | 5.       |
| Varga Imre     | Nehézsúly    | B       | erőnyerő                          | Sayed Farhad (KUW) · GY                | Kim Mjonggju (Kim Myong-Gyu) (PRK) · V | kiesett                  |                         |                           |                            |                   | 8.       |
| Ozsvár András  | Nyílt        | B       | Wojciech Reszko (POL) · GY        | Robert Van de Walle (BEL) · GY         | Angelo Parisi (FRA) · V                |                          |                         |                           | Szerhij Novikov (URS) · GY |                   |          |

## Evezés
Férfi
| Versenyző | Versenyszám  | Előfutam | Előfutam | Vigaszág | Vigaszág | Elődöntő | Elődöntő | Döntő | Döntő   | Döntő | Helyezés |
| Versenyző | Versenyszám  | Idő      | Hely.    | Idő      | Hely.    | Idő      | Hely.    | Típus | Idő     | Hely. | Helyezés |
| --- | ------------ | -------- | -------- | -------- | -------- | -------- | -------- | ----- | ------- | ----- | -------- |
| Ódor Lajos | Egypárevezős | 8:14,24  | 4.       | 7:27,49  | 2.       | 7:32,94  | 4.       | B     | 7:23,30 | 3.    | 9.       |
| Kiss Ferenc Tóvári Péter Sass Róbert Strochmayer Attila Kormos András Sztárcsevics Zoltán Toronyi Kálmán Kiss László Bálint Miklós | Nyolcas      | 6:04,32  | 5.       | 5:59,53  | 4.       |          |          | B     | 5:57,61 | 1.    | 7.       |

Női
| Versenyző                                                                      | Versenyszám              | Előfutam | Előfutam | Vigaszág | Vigaszág | Elődöntő      | Elődöntő      | Döntő   | Döntő      | Döntő      | Helyezés |
| Versenyző                                                                      | Versenyszám              | Idő      | Hely.    | Idő      | Hely.    | Idő           | Hely.         | Típus   | Idő        | Hely.      | Helyezés |
| ------------------------------------------------------------------------------ | ------------------------ | -------- | -------- | -------- | -------- | ------------- | ------------- | ------- | ---------- | ---------- | -------- |
| Ambrus Mariann                                                                 | Egypárevezős             | 4:09,55  | 2.       | erőnyerő | erőnyerő | nem ért célba | nem ért célba | B       | nem indult | nem indult | 8.       |
| Bata Ilona Langhoffer-Pétervári Klára                                          | Kétpárevezős             | 3:44,33  | 3.       | 3:31,37  | 4.       |               |               | A       | 3:35,70    | 6.         | 6.       |
| Bednarik Teréz Molnár Éva                                                      | Kormányos nélküli kettes | 4:12,44  | 3.       | 3:50,47  | 4.       |               |               | kiesett | kiesett    | kiesett    | 6.       |
| Kéri-Novák Judit Gyimesi Valéria Pál Katalin Kosztolányi Kamilla Nagy Erzsébet | Kormányos négypárevezős  | 3:30,47  | 4.       | 3:22,98  | 5.       |               |               | kiesett | kiesett    | kiesett    | 7.       |

## Íjászat
| Versenyző     | Versenyszám  | 1. forduló | 1. forduló | 2. forduló | 2. forduló | Összesítés | Összesítés |
| Versenyző     | Versenyszám  | Pont       | Hely.      | Pont       | Hely.      | Pont       | Helyezés   |
| ------------- | ------------ | ---------- | ---------- | ---------- | ---------- | ---------- | ---------- |
| Nagy Béla     | Férfi egyéni | 1225       | 1.         | 1221       | 8.         | 2446       | 5.         |
| Balázs István | Férfi egyéni | 1123       | 29.        | 1118       | 28.        | 2241       | 28.        |
| Kovács Judit  | Női egyéni   | 1155       | 13.        | 1168       | 11.        | 2323       | 12.        |
| Szobi Margit  | Női egyéni   | 1082       | 26.        | 1134       | 19.        | 2216       | 21.        |

## Kajak-kenu
Férfi
| Versenyző                                                | Versenyszám         | Előfutam | Előfutam | Előfutam | Vigaszág | Vigaszág | Vigaszág | Elődöntő | Elődöntő | Elődöntő | Döntő   | Döntő    |
| Versenyző                                                | Versenyszám         | Idő      | Hely.    | Össz.    | Idő      | Hely.    | Össz.    | Idő      | Hely.    | Össz.    | Idő     | Helyezés |
| -------------------------------------------------------- | ------------------- | -------- | -------- | -------- | -------- | -------- | -------- | -------- | -------- | -------- | ------- | -------- |
| Sztanity Zoltán                                          | Kajak egyes 500 m   | 1:46,36  | 4.       | 6.       | 1:48,06  | 1.       | 3.       | 1:46,41  | 3.       | 5.       | 1:48,32 | 9.       |
| Joós István                                              | Kajak egyes 1000 m  | 3:47,26  | 3.       | 5.       | erőnyerő | erőnyerő | erőnyerő | 4:01,67  | 5.       | 15.      | kiesett | kiesett  |
| Szabó László Romhányi Zoltán                             | Kajak kettes 500 m  | 1:36,99  | 3.       | 10.      | erőnyerő | erőnyerő | erőnyerő | 1:36,98  | 3.       | 7.       | 1:37,66 | 8.       |
| Szabó István Joós István                                 | Kajak kettes 1000 m | 3:28,20  | 2.       | 5.       | erőnyerő | erőnyerő | erőnyerő | 3:37,12  | 2.       | 7.       | 3:28,49 |          |
| Deme József Rátkai János Kosztyán József Sztanity Zoltán | Kajak négyes 1000 m | 3:06,19  | 4.       | 5.       | 3:11,46  | 2.       | 2.       |          |          |          | 3:17,27 | 5.       |
| Wichmann Tamás                                           | Kenu egyes 500 m    | 1:56,15  | 3.       | 6.       | erőnyerő | erőnyerő | erőnyerő |          |          |          | 1:54,58 | 4.       |
| Wichmann Tamás                                           | Kenu egyes 1000 m   | 4:02,79  | 1.       | 1.       | erőnyerő | erőnyerő | erőnyerő |          |          |          | 4:45,30 | 9.       |
| Foltán László Vaskuti István                             | Kenu kettes 500 m   | 1:41,96  | 1.       | 1.       | erőnyerő | erőnyerő | erőnyerő |          |          |          | 1:43,39 |          |
| Buday Tamás Frey Oszkár                                  | Kenu kettes 1000 m  | 3:45,05  | 3.       | 5.       | erőnyerő | erőnyerő | erőnyerő |          |          |          | 3:54,31 | 8.       |

Női
| Versenyző                 | Versenyszám        | Előfutam | Előfutam | Előfutam | Vigaszág | Vigaszág | Vigaszág | Döntő   | Döntő    |
| Versenyző                 | Versenyszám        | Idő      | Hely.    | Össz.    | Idő      | Hely.    | Össz.    | Idő     | Helyezés |
| ------------------------- | ------------------ | -------- | -------- | -------- | -------- | -------- | -------- | ------- | -------- |
| Povázsán Katalin          | Kajak egyes 500 m  | 2:01,21  | 4.       | 8.       | 2:02,66  | 1.       | 1.       | 2:01,52 | 7.       |
| Rakusz Éva Zakariás Mária | Kajak kettes 500 m | 1:49,92  | 2.       | 5.       | erőnyerő | erőnyerő | erőnyerő | 1:47,95 |          |

## Kerékpározás

### Országúti kerékpározás
Férfi
| Versenyző                                              | Versenyszám     | Idő               | Helyezés |
| ------------------------------------------------------ | --------------- | ----------------- | -------- |
| Takács András                                          | Mezőnyverseny   | 4:57:39 (+9:10)   | 28.      |
| Halász Zoltán                                          | Mezőnyverseny   | 5:05:48 (+17:19)  | 40.      |
| Szuromi György                                         | Mezőnyverseny   | 5:13:13 (+24:44)  | 51.      |
| Halász László                                          | Mezőnyverseny   | 5:13:13 (+24:44)  | 52.      |
| Csathó Tamás Halász László Halász Zoltán Takács András | Csapat időfutam | 2:10:54,9 (+9:33) | 17.      |

### Pálya-kerékpározás
Sprintverseny
| Versenyző    | Versenyszám  | 1. forduló                | 1. forduló | Vigaszág                | Vigaszág | Döntő                                            | Döntő | 2. forduló               | 2. forduló | Vigaszág                   | Vigaszág | Nyolcaddöntő           | Nyolcaddöntő | Vigaszág               | Vigaszág | Döntő                | Döntő   | Negyeddöntő          | 5–8. helyért           | 5–8. helyért | Elődöntő             | Döntő                | Helyezés |
| Versenyző    | Versenyszám  | Ellenfelek Győztes idő    | Hely       | Ellenfelek Győztes idő  | Hely     | Ellenfelek Győztes idő                           | Hely  | Ellenfél Győztes idő     | Hely       | Ellenfél Győztes idő       | Hely     | Ellenfelek Győztes idő | Hely         | Ellenfelek Győztes idő | Hely     | Ellenfél Győztes idő | Hely    | Ellenfél Győztes idő | Ellenfelek Győztes idő | Hely         | Ellenfél Győztes idő | Ellenfél Győztes idő | Helyezés |
| ------------ | ------------ | ------------------------- | ---------- | ----------------------- | -------- | ------------------------------------------------ | ----- | ------------------------ | ---------- | -------------------------- | -------- | ---------------------- | ------------ | ---------------------- | -------- | -------------------- | ------- | -------------------- | ---------------------- | ------------ | -------------------- | -------------------- | -------- |
| Morcz László | Férfi egyéni | Heinz Isler (SUI) · 10,98 | 2.         | Lau Veldt (NED) · 11,38 | 2.       | Fawzi Abdussalam (LBA) · John Musa (ZIM) · 11,49 | 1.    | Anton Tkáč (TCH) · 11,23 | 2.         | Henrik Salée (DEN) · 10,94 | 2.       | kiesett                | kiesett      | kiesett                | kiesett  | kiesett              | kiesett | kiesett              | kiesett                | kiesett      | kiesett              | kiesett              | kiesett  |

Üldözőversenyek
| Versenyző                                                  | Versenyszám  | Selejtező | Selejtező | Negyeddöntő  | Negyeddöntő | Elődöntő     | Elődöntő  | Döntő        | Döntő     | Helyezés |
| Versenyző                                                  | Versenyszám  | Idő       | Hely.     | Ellenfél Idő | Saját idő   | Ellenfél Idő | Saját idő | Ellenfél Idő | Saját idő | Helyezés |
| ---------------------------------------------------------- | ------------ | --------- | --------- | ------------ | ----------- | ------------ | --------- | ------------ | --------- | -------- |
| Dér Ervin Pálinkás Csaba Sarkadi Nagy Zsigmond Szűcs Gábor | Férfi csapat | 4:36,32   | 12.       | kiesett      | kiesett     | kiesett      | kiesett   | kiesett      | kiesett   | kiesett  |

## Kézilabda

### Férfi
| Magyar férfi kézilabdacsapat-játékoskeret                                                                 | Magyar férfi kézilabdacsapat-játékoskeret                                                                          |
| --- | --- |
| - Jegenyés Alpár - Lele Ambrus - Pál Árpád - Bartalos Béla - Gubányi Ernő - Szilágyi István - Fodor János | - Kenyeres József - Jánovszki László - Kovacsics Miklós - Kovács Péter - Vass Sándor - Kontra Zsolt - Szabó László |

#### Eredmények
Csoportkör
A csoport
| Csapat              | M | Gy | D | V | G+  | G–  | Gk  | P |
| ------------------- | - | -- | - | - | --- | --- | --- | - |
| NDK (GDR)           | 5 | 4  | 1 | 0 | 108 | 92  | +16 | 9 |
| Magyarország (HUN)  | 5 | 3  | 2 | 0 | 96  | 88  | +8  | 8 |
| Spanyolország (ESP) | 5 | 2  | 1 | 2 | 102 | 106 | –4  | 5 |
| Lengyelország (POL) | 5 | 2  | 1 | 2 | 123 | 97  | +26 | 5 |
| Dánia (DEN)         | 5 | 1  | 0 | 4 | 96  | 104 | –8  | 2 |
| Kuba (CUB)          | 5 | 0  | 1 | 4 | 103 | 141 | –38 | 1 |

| 1980. július 20. 18:30 | Magyarország (HUN) | 20–20 | Lengyelország (POL) |  |
| 1980. július 20. 18:30 | (11–7)             |       |                     |  |
| 1980. július 20. 18:30 |                    |       |                     |  |

| 1980. július 22. 20:00 | NDK (GDR) | 14–14 | Magyarország (HUN) |  |
| 1980. július 22. 20:00 | (9–7)     |       |                    |  |
| 1980. július 22. 20:00 |           |       |                    |  |

| 1980. július 24. 17:00 | Magyarország (HUN) | 20–17 | Spanyolország (ESP) |  |
| 1980. július 24. 17:00 | (10–8)             |       |                     |  |
| 1980. július 24. 17:00 |                    |       |                     |  |

| 1980. július 26. 18:30 | Magyarország (HUN) | 16–15 | Dánia (DEN) |  |
| 1980. július 26. 18:30 | (8–6)              |       |             |  |
| 1980. július 26. 18:30 |                    |       |             |  |

| 1980. július 28. 17:00 | Magyarország (HUN) | 26–22 | Kuba (CUB) |  |
| 1980. július 28. 17:00 | (14–11)            |       |            |  |
| 1980. július 28. 17:00 |                    |       |            |  |

Bronzmérkőzés
| 1980. július 30. 14:45 | Románia (ROU) | 20–18 | Magyarország (HUN) |  |
| 1980. július 30. 14:45 | (11–7)        |       |                    |  |
| 1980. július 30. 14:45 |               |       |                    |  |

| Csapat             | Helyezés |
| ------------------ | -------- |
| Magyarország (HUN) | 4.       |

### Női
| Magyar női kézilabdacsapat-játékoskeret | Magyar női kézilabdacsapat-játékoskeret |
| --- | --- |
| - Sterbinszky Amália - Balogh Erzsébet - Csajbókné Németh Erzsébet - Angyal Éva - Csulik Éva - Őri-Győrvári Györgyi - Samus-Mihályka Ilona | - Bonyhádi Klára - Csíkné Horváth Klára - Berzsenyi Mária - Vadászné Vanya Mária - Gódorné Nagy Marianna - Budai Piroska - Lelkesné Tomann Rozália |

#### Eredmények
Csoportkör
| 1980. július 21. 20:00 | Magyarország (HUN) | 10–19 | Jugoszlávia (YUG) |  |
| 1980. július 21. 20:00 | (4–8)              |       |                   |  |
| 1980. július 21. 20:00 |                    |       |                   |  |

| 1980. július 23. 18:30 | Magyarország (HUN) | 39–10 | Kongói Népköztársaság (CGO) |  |
| 1980. július 23. 18:30 | (19–6)             |       |                             |  |
| 1980. július 23. 18:30 |                    |       |                             |  |

| 1980. július 25. 17:00 | Szovjetunió (URS) | 16–12 | Magyarország (HUN) |  |
| 1980. július 25. 17:00 | (9–5)             |       |                    |  |
| 1980. július 25. 17:00 |                   |       |                    |  |

| 1980. július 27. 20:00 | NDK (GDR) | 19–9 | Magyarország (HUN) |  |
| 1980. július 27. 20:00 | (9–3)     |      |                    |  |
| 1980. július 27. 20:00 |           |      |                    |  |

| 1980. július 29. 14:30 | Magyarország (HUN) | 10–10 | Csehszlovákia (TCH) |  |
| 1980. július 29. 14:30 | (3–6)              |       |                     |  |
| 1980. július 29. 14:30 |                    |       |                     |  |

Végeredmény
| Helyezés | Csapat                      | M | Gy | D | V | G+  | G–  | Gk   | P  |
| -------- | --------------------------- | - | -- | - | - | --- | --- | ---- | -- |
| Arany    | Szovjetunió (URS)           | 5 | 5  | 0 | 0 | 99  | 52  | +47  | 10 |
| Ezüst    | Jugoszlávia (YUG)           | 5 | 3  | 1 | 1 | 107 | 67  | +40  | 7  |
| Bronz    | NDK (GDR)                   | 5 | 3  | 1 | 1 | 91  | 58  | +33  | 7  |
| 4.       | Magyarország (HUN)          | 5 | 1  | 1 | 3 | 80  | 74  | +6   | 3  |
| 5.       | Csehszlovákia (TCH)         | 5 | 1  | 1 | 3 | 65  | 78  | –13  | 3  |
| 6.       | Kongói Népköztársaság (CGO) | 5 | 0  | 0 | 5 | 46  | 159 | –113 | 0  |

| Csapat             | Helyezés |
| ------------------ | -------- |
| Magyarország (HUN) | 4.       |

## Kosárlabda

### Női
| Magyar női kosárlabdacsapat-játékoskeret                                                           | Magyar női kosárlabdacsapat-játékoskeret                                                               |
| -------------------------------------------------------------------------------------------------- | --- |
| - Németh Ágnes - Szentesi Erzsébet - Gulyás Éva - Vertetics Györgyi - Gulyás Ildikó - Kovács Ilona | - Lőrincz Ilona - Medgyesi Judit - Szuchy Katalin - Jacsó-Kiss Lenke - Gulyás Magdolna - Boksay Zsuzsa |

#### Eredmények
Csoportkör
| Csapat             | M | Gy | V | P+  | P–  | Pk   |
| ------------------ | - | -- | - | --- | --- | ---- |
| Szovjetunió (URS)  | 5 | 5  | 0 | 553 | 316 | +237 |
| Bulgária (BUL)     | 5 | 4  | 1 | 440 | 405 | +35  |
| Jugoszlávia (YUG)  | 5 | 3  | 2 | 356 | 364 | –8   |
| Magyarország (HUN) | 5 | 2  | 3 | 344 | 407 | –63  |
| Kuba (CUB)         | 5 | 1  | 4 | 346 | 403 | –57  |
| Olaszország (ITA)  | 5 | 0  | 5 | 308 | 452 | –144 |

| 1980. július 20. | Magyarország (HUN) | 76–66 | Kuba (CUB) |  |
| 1980. július 20. | (36–23)            |       |            |  |

| 1980. július 22. | Magyarország (HUN) | 83–70 | Olaszország (ITA) |  |
| 1980. július 22. | (45–37)            |       |                   |  |

| 1980. július 24. | Jugoszlávia (YUG) | 61–48 | Magyarország (HUN) |  |
| 1980. július 24. | (28–26)           |       |                    |  |

| 1980. július 27. | Bulgária (BUL) | 90–75 | Magyarország (HUN) |  |
| 1980. július 27. | (53–35)        |       |                    |  |

| 1980. július 28. | Szovjetunió (URS) | 120–62 | Magyarország (HUN) |  |
| 1980. július 28. | (63–34)           |        |                    |  |

Bronzmérkőzés
| 1980. július 30. | Jugoszlávia (YUG) | 68–65 | Magyarország (HUN) |  |
| 1980. július 30. | (39–29)           |       |                    |  |

| Csapat             | Helyezés |
| ------------------ | -------- |
| Magyarország (HUN) | 4.       |

## Lovaglás
Díjugratás
| Versenyző                                                | Ló                               | Versenyszám | 1. forduló | 1. forduló | 2. forduló | 2. forduló | Összesen | Összesen |
| Versenyző                                                | Ló                               | Versenyszám | Pont       | Hely.      | Pont       | Hely.      | Pont     | Helyezés |
| -------------------------------------------------------- | -------------------------------- | ----------- | ---------- | ---------- | ---------- | ---------- | -------- | -------- |
| Hevesy Barnabás                                          | Bohem                            | Egyéni      | 16,00      | 10.        | 8,00       | 5.         | 24,00    | 7.       |
| Krucsó Ferenc                                            | Vadrózsa                         | Egyéni      | 16,00      | 10.        | 24,25      | 14.        | 40,25    | 14.      |
| Hevesy Barnabás Krucsó Ferenc Varró József Balogi András | Bohem Vadrózsa Gambrinus Artemis | Csapat      | 68,00      | 5.         | 56,00      | 4.         | 124,00   | 4.       |

Lovastusa
| Versenyző                                                   | Ló           | Versenyszám | Díjlovaglás | Díjlovaglás | Tereplovaglás | Tereplovaglás | Díjugratás | Díjugratás | Végeredmény | Végeredmény |
| Versenyző                                                   | Ló           | Versenyszám | Bünt.       | Hely.       | Bünt.         | Hely.         | Bünt.      | Hely.      | Bünt.       | Helyezés    |
| ----------------------------------------------------------- | ------------ | ----------- | ----------- | ----------- | ------------- | ------------- | ---------- | ---------- | ----------- | ----------- |
| Cseresnyés László                                           | Fapipa       | Egyéni      | 85,00       | 27.         | 331,20        | 14.           | 20,00      | 15.        | 436,20      | 14.         |
| Grózner István                                              | Biboros      | Egyéni      | 66,60       | 22.         | 422,00        | 17.           | 10,00      | 10.        | 498,60      | 16.         |
| Horváth Zoltán                                              | Lamour       | Egyéni      | 65,20       | 19.         | 578,40        | 18.           | 25,00      | 16.        | 668,60      | 17.         |
| Oláh Mihály                                                 | Ados         | Egyéni      | 64,00       | 16.         | kizárták      | kizárták      | kiesett    | kiesett    | kiesett     | kiesett     |
| Cseresnyés László Grózner István Horváth Zoltán Oláh Mihály | lásd fentebb | Csapat      | 195,80      | 6.          | 1331,60       | 4.            | 55,00      | 3.         | 1603,40     | 4.          |

## Műugrás
Férfi
| Versenyző     | Versenyszám        | Selejtező | Selejtező | Döntő   | Döntő    |
| Versenyző     | Versenyszám        | Pont      | Helyezés  | Pont    | Helyezés |
| ------------- | ------------------ | --------- | --------- | ------- | -------- |
| Némedi Károly | Egyéni műugrás     | 475,170   | 17.       | kiesett | kiesett  |
| Némedi Károly | Egyéni toronyugrás | 429,750   | 14.       | kiesett | kiesett  |

Női
| Versenyző      | Versenyszám        | Selejtező | Selejtező | Döntő   | Döntő    |
| Versenyző      | Versenyszám        | Pont      | Helyezés  | Pont    | Helyezés |
| -------------- | ------------------ | --------- | --------- | ------- | -------- |
| Kelemen Ildikó | Egyéni műugrás     | 391,680   | 12.       | kiesett | kiesett  |
| Kelemen Ildikó | Egyéni toronyugrás | 323,850   | 8.        | 476,535 | 8.       |

## Ökölvívás
| Versenyző      | Versenyszám  | Selejtező         | 32-es főtábla                    | Nyolcaddöntő                      | Negyeddöntő                | Elődöntő                         | Döntő             | Helyezés |
| Versenyző      | Versenyszám  | Ellenfél Eredmény | Ellenfél Eredmény                | Ellenfél Eredmény                 | Ellenfél Eredmény          | Ellenfél Eredmény                | Ellenfél Eredmény | Helyezés |
| -------------- | ------------ | ----------------- | -------------------------------- | --------------------------------- | -------------------------- | -------------------------------- | ----------------- | -------- |
| Gedó György    | Papírsúly    |                   | erőnyerő                         | Charles Lubulwa (UGA) · RSC       | Hipólito Ramos (CUB) · 0:5 | kiesett                          | kiesett           | 5.       |
| Váradi János   | Légsúly      |                   | erőnyerő                         | Rabi Raj Thapa (NEP) · RSC        | Daniel Radu (ROU) · 4:1    | Viktor Mirosnicsenko (URS) · 1:4 | kiesett           |          |
| Farkas Sándor  | Harmatsúly   | erőnyerő          | Juan Hernández Pérez (CUB) · 1:4 | kiesett                           | kiesett                    | kiesett                          | kiesett           | 17.      |
| Gönczi Róbert  | Pehelysúly   | erőnyerő          | Titi Cercel (ROU) · 0:5          | kiesett                           | kiesett                    | kiesett                          | kiesett           | 17.      |
| Dezamits Tibor | Könnyűsúly   |                   | Alphonse Matoubela (CGO) · 5:0   | Jordan Leszov (BUL) · 1:4         | kiesett                    | kiesett                          | kiesett           | 9.       |
| Bácskai Imre   | Kisváltósúly |                   | Paul Kamela (CMR) · 4:1          | Szerik Konakbajev (URS) · feladta | kiesett                    | kiesett                          | kiesett           | 9.       |
| Csjef Imre     | Váltósúly    |                   | Paul Rasamimanana (MAD) · KO     | kiesett                           | kiesett                    | kiesett                          | kiesett           | 17.      |
| Kuzma Csaba    | Félnehézsúly |                   |                                  | Michael Madsen (DEN) · 2:3        | kiesett                    | kiesett                          | kiesett           | 9.       |
| Lévai István   | Nehézsúly    |                   |                                  | erőnyerő                          | Anders Eklund (SWE) · 4:1  | Teófilo Stevenson (CUB) · 0:5    | kiesett           |          |

RSC – a mérkőzésvezető megállította a mérkőzést

## Öttusa
| Versenyző                                        | Versenyszám | Lovaglás | Lovaglás | Lovaglás | Lovaglás | Vívás    | Vívás | Vívás | Lövészet | Lövészet | Lövészet | Úszás    | Úszás | Úszás | Futás   | Futás | Futás | Összesen    | Összesen |
| Versenyző                                        | Versenyszám | Idő      | Bünt.    | Pont     | Hely.    | Eredmény | Pont  | Hely. | Pontszám | Pont     | Hely.    | Idő      | Pont  | Hely. | Idő     | Pont  | Hely. | Összes pont | Helyezés |
| ------------------------------------------------ | ----------- | -------- | -------- | -------- | -------- | -------- | ----- | ----- | -------- | -------- | -------- | -------- | ----- | ----- | ------- | ----- | ----- | ----------- | -------- |
| Szombathelyi Tamás                               | Egyéni      | 1:56,2   | 0        | 1100     | 2.       | 30–12    | 1026  | 2.    | 198      | 1088     | 3.       | 3:36,427 | 1144  | 24.   | 13:27,6 | 1144  | 11.   | 5502        |          |
| Maracskó Tibor                                   | Egyéni      | 1:57,5   | 120      | 980      | 32.      | 28–14    | 964   | 6.    | 192      | 956      | 26.      | 3:28,250 | 1208  | 12.   | 13:18,7 | 1171  | 9.    | 5279        | 5.       |
| Horváth László                                   | Egyéni      | 2:00,3   | 92       | 1008     | 29.      | 31–11    | 1052  | 1.    | 192      | 956      | 26.      | 3:44,582 | 1076  | 37.   | 14:02,7 | 1039  | 30.   | 5131        | 19.      |
| Szombathelyi Tamás Maracskó Tibor Horváth László | Csapat      |          |          | 3088     | 5.       |          | 3042  | 1.    |          | 3000     | 6.       |          | 3428  | 9.    |         | 3354  | 4.    | 15 912      |          |

## Röplabda

### Női
| Magyar női röplabdacsapat-játékoskeret                                                                                             | Magyar női röplabdacsapat-játékoskeret                                                                                      |
| --- | --- |
| - Juhász-Balajcza Ágnes - Torma Ágnes - Kőszegi Bernadett - Siry-Király Emerencia - Énekes-Szegedi Emőke - Pálinkás-Varga Erzsébet | - Sebők-Szalay Éva - Csapó Gabriella - Lengyel Gabriella - Bardi-Gerevich Gyöngyi - Szalonna Julianna - Bánhegyi-Radó Lucia |

#### Eredmények
Csoportkör
B csoport
|                    |      | Mérkőzések | Mérkőzések | Szettek | Szettek | Szettek | Pontok | Pontok | Pontok |
| Csapat             | Pont | Gy         | V          | Sz+     | Sz–     | SzA     | P+     | P–     | PA     |
| ------------------ | ---- | ---------- | ---------- | ------- | ------- | ------- | ------ | ------ | ------ |
| Bulgária (BUL)     | 5    | 2          | 1          | 7       | 4       | 1,750   | 138    | 104    | 1,327  |
| Magyarország (HUN) | 5    | 2          | 1          | 8       | 6       | 1,333   | 161    | 170    | 0,947  |
| Románia (ROU)      | 5    | 2          | 1          | 7       | 7       | 1,000   | 157    | 153    | 1,026  |
| Brazília (BRA)     | 3    | 0          | 3          | 4       | 9       | 0,444   | 142    | 171    | 0,830  |

| 1980. július 21. 17:30 | Magyarország (HUN)                | 3–2 | Brazília (BRA) |  |
| 1980. július 21. 17:30 | (17–15, 9–15, 15–12, 6–15, 15–12) |     |                |  |

| 1980. július 23. 17:30 | Románia (ROU)                   | 3–2 | Magyarország (HUN) |  |
| 1980. július 23. 17:30 | (5–15, 15–3, 15–5, 10–15, 15–8) |     |                    |  |

| 1980. július 25. 17:30 | Magyarország (HUN)        | 3–1 | Bulgária (BUL) |  |
| 1980. július 25. 17:30 | (8–15, 15–9, 15–7, 15–10) |     |                |  |

Elődöntő
| 1980. július 27. 19:30 | Szovjetunió (URS)    | 3–0 | Magyarország (HUN) |  |
| 1980. július 27. 19:30 | (15–11, 15–13, 15–2) |     |                    |  |

Bronzmérkőzés
| 1980. július 29. 17:30 | Bulgária (BUL)                  | 3–2 | Magyarország (HUN) |  |
| 1980. július 29. 17:30 | (15–5, 13–15, 6–15, 15–4, 15–8) |     |                    |  |

| Csapat             | Helyezés |
| ------------------ | -------- |
| Magyarország (HUN) | 4.       |

## Sportlövészet
Nyílt
| Versenyző         | Versenyszám           | Pont | Helyezés |
| ----------------- | --------------------- | ---- | -------- |
| Orbán László      | Gyorstüzelő pisztoly  | 593  | 10.      |
| Plank Gábor       | Gyorstüzelő pisztoly  | 580  | 30.      |
| Nagy Lajos        | Szabadpisztoly        | 557  | 13.      |
| Seres Rudolf      | Szabadpisztoly        | 549  | 21.      |
| Varga Károly      | Sportpuska, fekvő     | 599  |          |
| Szilágyi Ferenc   | Sportpuska, fekvő     | 594  | 18.      |
| Mátrai István     | Sportpuska, összetett | 1155 | 10.      |
| Fórián Éva        | Sportpuska, összetett | 1153 | 11.      |
| Doleschall András | Futócéllövészet       | 584  | 4.       |
| Bodnár Tibor      | Futócéllövészet       | 584  | 5.       |
| Putz István       | Trap                  | 191  | 9.       |
| Ludmann László    | Trap                  | 188  | 14.      |
| Talabos István    | Skeet                 | 194  | 11.      |
| Gosztola Tibor    | Skeet                 | 191  | 23.      |

## Súlyemelés
| Versenyző         | Versenyszám | Szakítás                 | Szakítás                 | Lökés                    | Lökés                    | Összesen | Helyezés |
| Versenyző         | Versenyszám | Eredmény                 | Helyezés                 | Eredmény                 | Helyezés                 | Összesen | Helyezés |
| ----------------- | ----------- | ------------------------ | ------------------------ | ------------------------ | ------------------------ | -------- | -------- |
| Oláh Béla         | 52 kg       | 110,0                    | 1.                       | 135,0                    | 2.                       | 245,0    | 4.       |
| Hornyák Ferenc    | 52 kg       | 107,5                    | 4.                       | 130,0                    | 6.                       | 237,5    | 6.       |
| Stefanovics Imre  | 56 kg       | 115,0                    | 3.                       | 145,0                    | 5.                       | 260,0    | 6.       |
| Kőszegi György    | 56 kg       | 110,0                    | 7.                       | érvényes kísérlet nélkül | érvényes kísérlet nélkül | kiesett  | kiesett  |
| Mandzák Bertalan  | 82,5 kg     | érvényes kísérlet nélkül | érvényes kísérlet nélkül | kiesett                  | kiesett                  | kiesett  | kiesett  |
| Baczakó Péter     | 90 kg       | 170,0                    | 1.                       | 207,5                    | 1.                       | 377,5    |          |
| Antalovics Ferenc | 90 kg       | 165,0                    | 3.                       | érvényes kísérlet nélkül | érvényes kísérlet nélkül | kiesett  | kiesett  |
| Sólyomvári János  | 100 kg      | 175,0                    | 3.                       | 205,0                    | 7.                       | 380,0    | 5.       |
| Varga László      | 100 kg      | 172,5                    | 4.                       | 195,0                    | 9.                       | 367,5    | 8.       |
| Szalai György     | 110 kg      | 172,5                    | 3.                       | 217,5                    | 3.                       | 390,0    |          |

## Torna
Férfi
| Versenyző                                                                            | Versenyszám      | Selejtező | Selejtező | Döntő    | Döntő    |
| Versenyző                                                                            | Versenyszám      | Pontszám  | Helyezés  | Pontszám | Helyezés |
| ------------------------------------------------------------------------------------ | ---------------- | --------- | --------- | -------- | -------- |
| Magyar Zoltán                                                                        | Talaj            | 19,25     | 13.       | kiesett  | kiesett  |
| Magyar Zoltán                                                                        | Ugrás            | 19,50     | 15.       | kiesett  | kiesett  |
| Magyar Zoltán                                                                        | Korlát           | 19,20     | 14.       | kiesett  | kiesett  |
| Magyar Zoltán                                                                        | Nyújtó           | 18,95     | 17.       | kiesett  | kiesett  |
| Magyar Zoltán                                                                        | Gyűrű            | 19,10     | 21.       | kiesett  | kiesett  |
| Magyar Zoltán                                                                        | Lólengés         | 19,85     | 1.        | 9,925    |          |
| Magyar Zoltán                                                                        | Egyéni összetett | 115,85    | 12.       | 115,225  | 9.       |
| Kovács Péter                                                                         | Talaj            | 19,55     | 5.        | 9,775    | 5.       |
| Kovács Péter                                                                         | Ugrás            | 19,30     | 25.       | kiesett  | kiesett  |
| Kovács Péter                                                                         | Korlát           | 18,85     | 36.       | kiesett  | kiesett  |
| Kovács Péter                                                                         | Nyújtó           | 18,95     | 17.       | kiesett  | kiesett  |
| Kovács Péter                                                                         | Gyűrű            | 18,95     | 25.       | kiesett  | kiesett  |
| Kovács Péter                                                                         | Lólengés         | 19,10     | 24.       | kiesett  | kiesett  |
| Kovács Péter                                                                         | Egyéni összetett | 114,70    | 18.       | 115,200  | 11.      |
| Donáth Ferenc                                                                        | Talaj            | 19,15     | 15.       | kiesett  | kiesett  |
| Donáth Ferenc                                                                        | Ugrás            | 19,40     | 21.       | kiesett  | kiesett  |
| Donáth Ferenc                                                                        | Korlát           | 19,20     | 14.       | kiesett  | kiesett  |
| Donáth Ferenc                                                                        | Nyújtó           | 19,20     | 11.       | kiesett  | kiesett  |
| Donáth Ferenc                                                                        | Gyűrű            | 19,35     | 13.       | kiesett  | kiesett  |
| Donáth Ferenc                                                                        | Lólengés         | 19,60     | 7.        | 9,800    | 6.       |
| Donáth Ferenc                                                                        | Egyéni összetett | 115,90    | 11.       | 114,850  | 12.      |
| Guczoghy György                                                                      | Talaj            | 18,95     | 24.       | kiesett  | kiesett  |
| Guczoghy György                                                                      | Ugrás            | 18,95     | 46.       | kiesett  | kiesett  |
| Guczoghy György                                                                      | Korlát           | 18,95     | 28.       | kiesett  | kiesett  |
| Guczoghy György                                                                      | Nyújtó           | 18,95     | 17.       | kiesett  | kiesett  |
| Guczoghy György                                                                      | Gyűrű            | 18,65     | 34.       | kiesett  | kiesett  |
| Guczoghy György                                                                      | Lólengés         | 19,40     | 13.       | kiesett  | kiesett  |
| Guczoghy György                                                                      | Egyéni összetett | 113,85    | 21.       | kiesett  | kiesett  |
| Vámos István                                                                         | Talaj            | 19,15     | 15.       | kiesett  | kiesett  |
| Vámos István                                                                         | Ugrás            | 19,55     | 12.       | kiesett  | kiesett  |
| Vámos István                                                                         | Korlát           | 18,50     | 50.       | kiesett  | kiesett  |
| Vámos István                                                                         | Nyújtó           | 18,60     | 31.       | kiesett  | kiesett  |
| Vámos István                                                                         | Gyűrű            | 18,55     | 37.       | kiesett  | kiesett  |
| Vámos István                                                                         | Lólengés         | 18,75     | 33.       | kiesett  | kiesett  |
| Vámos István                                                                         | Egyéni összetett | 113,10    | 27.       | kiesett  | kiesett  |
| Kelemen Zoltán                                                                       | Talaj            | 18,70     | 36.       | kiesett  | kiesett  |
| Kelemen Zoltán                                                                       | Ugrás            | 18,80     | 51.       | kiesett  | kiesett  |
| Kelemen Zoltán                                                                       | Korlát           | 18,50     | 50.       | kiesett  | kiesett  |
| Kelemen Zoltán                                                                       | Nyújtó           | 18,60     | 31.       | kiesett  | kiesett  |
| Kelemen Zoltán                                                                       | Gyűrű            | 18,90     | 27.       | kiesett  | kiesett  |
| Kelemen Zoltán                                                                       | Lólengés         | 19,20     | 19.       | kiesett  | kiesett  |
| Kelemen Zoltán                                                                       | Egyéni összetett | 112,70    | 33.       | kiesett  | kiesett  |
| Donáth Ferenc Guczoghy György Kelemen Zoltán Kovács Péter Magyar Zoltán Vámos István | Csapat összetett |           |           | 575,00   |          |

Női
| Versenyző                                                                       | Versenyszám      | Selejtező | Selejtező | Döntő    | Döntő    |
| Versenyző                                                                       | Versenyszám      | Pontszám  | Helyezés  | Pontszám | Helyezés |
| ------------------------------------------------------------------------------- | ---------------- | --------- | --------- | -------- | -------- |
| Flander Erika                                                                   | Talaj            | 19,50     | 15.       | kiesett  | kiesett  |
| Flander Erika                                                                   | Ugrás            | 19,60     | 16.       | kiesett  | kiesett  |
| Flander Erika                                                                   | Felemás korlát   | 19,00     | 31.       | kiesett  | kiesett  |
| Flander Erika                                                                   | Gerenda          | 19,10     | 24.       | kiesett  | kiesett  |
| Flander Erika                                                                   | Egyéni összetett | 77,20     | 23.       | 77,000   | 13.      |
| Egervári Márta                                                                  | Talaj            | 18,75     | 38.       | kiesett  | kiesett  |
| Egervári Márta                                                                  | Ugrás            | 19,60     | 16.       | kiesett  | kiesett  |
| Egervári Márta                                                                  | Felemás korlát   | 19,75     | 3.        | kiesett  | kiesett  |
| Egervári Márta                                                                  | Gerenda          | 18,40     | 41.       | kiesett  | kiesett  |
| Egervári Márta                                                                  | Egyéni összetett | 76,50     | 27.       | 76,950   | 14.      |
| Csányi Erika                                                                    | Talaj            | 19,60     | 13.       | kiesett  | kiesett  |
| Csányi Erika                                                                    | Ugrás            | 19,40     | 23.       | kiesett  | kiesett  |
| Csányi Erika                                                                    | Felemás korlát   | 19,70     | 9.        | kiesett  | kiesett  |
| Csányi Erika                                                                    | Gerenda          | 18,80     | 31.       | kiesett  | kiesett  |
| Csányi Erika                                                                    | Egyéni összetett | 77,50     | 20.       | 76,600   | 17.      |
| Óvári Éva                                                                       | Talaj            | 18,85     | 35.       | kiesett  | kiesett  |
| Óvári Éva                                                                       | Ugrás            | 18,90     | 35.       | kiesett  | kiesett  |
| Óvári Éva                                                                       | Felemás korlát   | 19,50     | 17.       | kiesett  | kiesett  |
| Óvári Éva                                                                       | Gerenda          | 19,00     | 25.       | kiesett  | kiesett  |
| Óvári Éva                                                                       | Egyéni összetett | 76,25     | 29.       | kiesett  | kiesett  |
| Almási Lenke                                                                    | Talaj            | 19,20     | 28.       | kiesett  | kiesett  |
| Almási Lenke                                                                    | Ugrás            | 19,00     | 34.       | kiesett  | kiesett  |
| Almási Lenke                                                                    | Felemás korlát   | 19,30     | 25.       | kiesett  | kiesett  |
| Almási Lenke                                                                    | Gerenda          | 18,75     | 33.       | kiesett  | kiesett  |
| Almási Lenke                                                                    | Egyéni összetett | 76,25     | 29.       | kiesett  | kiesett  |
| Hanti Erzsébet                                                                  | Talaj            | 18,70     | 40.       | kiesett  | kiesett  |
| Hanti Erzsébet                                                                  | Ugrás            | 19,10     | 30.       | kiesett  | kiesett  |
| Hanti Erzsébet                                                                  | Felemás korlát   | 19,00     | 31.       | kiesett  | kiesett  |
| Hanti Erzsébet                                                                  | Gerenda          | 18,55     | 35.       | kiesett  | kiesett  |
| Hanti Erzsébet                                                                  | Egyéni összetett | 75,35     | 36.       | kiesett  | kiesett  |
| Csányi Erika Flander Erika Egervári Márta Almási Lenke Óvári Éva Hanti Erzsébet | Csapat összetett |           |           | 384,30   | 5.       |

## Úszás
Férfi
| Versenyző                                                    | Versenyszám            | Előfutam | Előfutam | Előfutam | Elődöntő | Elődöntő | Elődöntő | Döntő    | Döntő    |
| Versenyző                                                    | Versenyszám            | Idő      | Hely.    | Össz.    | Idő      | Hely.    | Össz.    | Idő      | Helyezés |
| ------------------------------------------------------------ | ---------------------- | -------- | -------- | -------- | -------- | -------- | -------- | -------- | -------- |
| Mészáros Gábor                                               | 100 m gyors            | 54,41    | 6.       | 30.      | kiesett  | kiesett  | kiesett  | kiesett  | kiesett  |
| Mészáros Gábor                                               | 100 m pillangó         | 56,88    | 3.       | 15.      | 56,89    | 8.       | 15.      | kiesett  | kiesett  |
| Mészáros Gábor                                               | 200 m pillangó         | 2:05,01  | 4.       | 14.      |          |          |          | kiesett  | kiesett  |
| Nagy Sándor                                                  | 1500 m gyors           | 15:34,84 | 4.       | 9.       |          |          |          | kiesett  | kiesett  |
| Nagy Sándor                                                  | 400 m gyors            | 3:56,91  | 1.       | 7.       |          |          |          | 3:56,83  | 6.       |
| Wladár Zoltán                                                | 400 m gyors            | 3:58,37  | 3.       | 13.      |          |          |          | kiesett  | kiesett  |
| Wladár Zoltán                                                | 1500 m gyors           | 15:31,06 | 1.       | 6.       |          |          |          | 15:26,70 | 7.       |
| Wladár Sándor                                                | 100 m hát              | 58,07    | 2.       | 6.       | 58,05    | 6.       | 8.       | 57,84    | 5.       |
| Wladár Sándor                                                | 200 m hát              | 2:02,62  | 1.       | 1.       |          |          |          | 2:01,93  |          |
| Verrasztó Zoltán                                             | 200 m hát              | 2:03,08  | 2.       | 2.       |          |          |          | 2:02,40  |          |
| Verrasztó Zoltán                                             | 400 m vegyes           | 4:25,57  | 1.       | 1.       |          |          |          | 4:24,24  |          |
| Verrasztó Zoltán                                             | 100 m hát              | 57,92    | 1.       | 4.       | 58,57    | 7.       | 12.      | kiesett  | kiesett  |
| Rudolf Róbert                                                | 100 m hát              | 1:00,85  | 6.       | 26.      | kiesett  | kiesett  | kiesett  | kiesett  | kiesett  |
| Rudolf Róbert                                                | 200 m hát              | 2:08,23  | 4.       | 20.      |          |          |          | kiesett  | kiesett  |
| Dzvonyár János                                               | 200 m mell             | 2:24,43  | 4.       | 10.      |          |          |          | kiesett  | kiesett  |
| Dzvonyár János                                               | 100 m mell             | 1:04,55  | 1.*      | 4.*      |          |          |          | 1:04,67  | 5.       |
| Vermes Albán                                                 | 100 m mell             | 1:05,23  | 3.       | 7.       |          |          |          | kizárták | kizárták |
| Vermes Albán                                                 | 200 m mell             | 2:20,62  | 1.       | 3.       |          |          |          | 2:16,93  |          |
| Hargitay András                                              | 400 m vegyes           | 4:27,00  | 1.       | 3.       |          |          |          | 4:24,48  | 4.       |
| Sós Csaba                                                    | 400 m vegyes           | 4:29,69  | 2.       | 10.      |          |          |          | kiesett  | kiesett  |
| Wladár Sándor Dzvonyár János Verrasztó Zoltán Mészáros Gábor | 4 × 100 m vegyes váltó | 3:50,54  | 3.       | 3.       |          |          |          | 3:50,29  | 6.       |

Női
| Versenyző       | Versenyszám    | Előfutam | Előfutam | Előfutam | Döntő   | Döntő    |
| Versenyző       | Versenyszám    | Idő      | Hely.    | Össz.    | Idő     | Helyezés |
| --------------- | -------------- | -------- | -------- | -------- | ------- | -------- |
| Fodor Ágnes     | 100 m hát      | 1:05,47  | 5.       | 16.      | kiesett | kiesett  |
| Fodor Ágnes     | 200 m hát      | 2:23,56  | 7.       | 19.      | kiesett | kiesett  |
| Kindl Gabriella | 100 m mell     | 1:14,33  | 3.       | 15.      | kiesett | kiesett  |
| Kindl Gabriella | 200 m mell     | 2:44,08  | 5.       | 22.      | kiesett | kiesett  |
| Miklósfalvy Éva | 100 m pillangó | 1:03,17  | 2.       | 10.      | kiesett | kiesett  |
| Miklósfalvy Éva | 200 m pillangó | 2:17,32  | 4.       | 9.       | kiesett | kiesett  |

* - egy másik versenyzővel azonos eredményt ért el

## Vitorlázás
Nyílt
| Versenyző                      | Versenyszám     | Futam   | Futam  | Futam  | Futam | Futam  | Futam | Futam | Pontszám | Helyezés |
| Versenyző                      | Versenyszám     | 1       | 2      | 3      | 4     | 5      | 6     | 7     | Pontszám | Helyezés |
| ------------------------------ | --------------- | ------- | ------ | ------ | ----- | ------ | ----- | ----- | -------- | -------- |
| Ruják István                   | Finn dingi      | (28,0*) | 14,0   | 11,7   | 10,0  | 18,0   | 18,0  | 11,7  | 83,4     | 9.       |
| Fundák György Zalai Gábor      | 470-es osztály  | 17,0    | 16,0   | (19,0) | 17,0  | 16,0   | 14,0  | 16,0  | 96,0     | 11.      |
| Holovits György Holovits Tamás | Csillaghajó     | 10,0    | (18,0) | 15,0   | 13,0  | 18,0   | 14,0  | 17,0  | 87,0     | 10.      |
| Detre Szabolcs Detre Zsolt     | Repülő hollandi | 0,0     | 15,0   | 10,0   | 5,7   | (17,0) | 15,0  | 0,0   | 45,7     |          |

* - kizárták

## Vívás
Férfi
| Versenyző                                                             | Versenyszám       | Selejtező | Selejtező | Selejtező | Selejtező | Főtábla                        | Főtábla                       | Vigaszág                    | Vigaszág                    | Vigaszág             | Döntő | Döntő                                     | Helyezés |
| Versenyző                                                             | Versenyszám       | 1. kör | 1. kör    | 2. kör | 2. kör    | 1. kör                         | 2. kör                        | 1. kör                      | 2. kör                      | 3. kör               | Döntő | Döntő                                     | Helyezés |
| Versenyző                                                             | Versenyszám       | Ellenfél Eredmény | Hely.     | Ellenfél Eredmény | Hely.     | Ellenfél Eredmény              | Ellenfél Eredmény             | Ellenfél Eredmény           | Ellenfél Eredmény           | Ellenfél Eredmény    | Ellenfél Eredmény | Hely.                                     | Helyezés |
| --------------------------------------------------------------------- | ----------------- | --- | --------- | --- | --------- | ------------------------------ | ----------------------------- | --------------------------- | --------------------------- | -------------------- | --- | ----------------------------------------- | -------- |
| Szelei István                                                         | Tőr, egyéni       | 1. csoport · Dany Haddad (LIB) · 5–2 · Tahar Hamou (ALG) · 5–3 · Volodimir Szmirnov (URS) · 3–5 · Adam Robak (POL) · 3–5                  | 3.        | 3. csoport · Heriberto González (CUB) · 4–5 · Didier Flament (FRA) · 5–0 · Bogusław Zych (POL) · 5–2 · Klaus Kotzmann (GDR) · 5–2 · Volodimir Szmirnov (URS) · 1–5        | 2.        | Frédéric Pietruszka (FRA) · GY | Volodimir Szmirnov (URS) · V  |                             | Adam Robak (POL) · GY       | Kuki Péter (ROU) · V | kiesett | kiesett                                   | 7.       |
| Demény László                                                         | Tőr, egyéni       | 8. csoport · Tudor Petruş (ROU) · 5–1 · Heriberto González (CUB) · 5–1 · Federico Cervi (ITA) · 5–2                                       | 1.        | 2. csoport · Stéphane Ganeff (BEL) · 3–5 · Pierre Harper (GBR) · 4–5 · Frédéric Pietruszka (FRA) · 3–5 · Lech Koziejowski (POL) · 3–5 · Aljakszandr Ramanykov (URS) · 2–5 | 6.        | kiesett                        | kiesett                       | kiesett                     | kiesett                     | kiesett              | kiesett | kiesett                                   | 24.      |
| Papp András                                                           | Tőr, egyéni       | 7. csoport · Jaroslav Jurka (TCH) · 5–3 · Szabirzsan Ruzijev (URS) · 0–5 · Frédéric Pietruszka (FRA) · 3–5                                | 4.        | kiesett | kiesett   | kiesett                        | kiesett                       | kiesett                     | kiesett                     | kiesett              | kiesett | kiesett                                   | 26.      |
| Kolczonay Ernő                                                        | Párbajtőr, egyéni | 6. csoport · Stefano Bellone (ITA) · 4–5 · Osama Al-Khurafi (KUW) · 5–0 · Octavian Zidaru (ROU) · 5–1 · Oldřich Kubišta (TCH) · 5–5       | 1.        | 1. csoport · Stefano Bellone (ITA) · 2–5 · John Llewellyn (GBR) · 5–2 · Pongrácz Antal (ROU) · 5–4 · Alekszandr Mozsajev (URS) · 5–3 · Hans Jacobson (SWE) · 5–4          | 2.        | Steven Paul (GBR) · GY         | Philippe Riboud (FRA) · GY    |                             |                             |                      | Johan Harmenberg (SWE) · 5–5 · Rolf Edling (SWE) · 5–1 · Alekszandr Mozsajev (URS) · 5–3 · Ioan Popa (ROU) · 5–5 · Philippe Riboud (FRA) · 3–5              | 2.                                        |          |
| Osztrics István                                                       | Párbajtőr, egyéni | 3. csoport · Heriberto González (CUB) · 5–2 · Jiří Douba (TCH) · 5–3 · Johan Harmenberg (SWE) · 3–5 · Ioan Popa (ROU) · 3–5               | 3.        | 4. csoport · Stéphane Ganeff (BEL) · 5–4 · Patrick Picot (FRA) · 5–3 · Steven Paul (GBR) · 5–1 · Alekszandr Abusahmetov (URS) · 2–5 · Jaroslav Jurka (TCH) · 1–5          | 3.        | Jaroslav Jurka (TCH) · GY      | Johan Harmenberg (SWE) · V    |                             | Borisz Lukomszkij (URS) · V | kiesett              | kiesett | kiesett                                   | 9.       |
| Pethő László                                                          | Párbajtőr, egyéni | 5. csoport · Steven Paul (GBR) · 2–5 · Guillermo Betancourt (CUB) · 5–2 · Heikki Hulkkonen (FIN) · 5–2 · Andrzej Lis (POL) · 3–5          | 2.        | 3. csoport · Greg Benko (AUS) · 4–5 · Oldřich Kubišta (TCH) · 5–1 · Andrzej Lis (POL) · 5–4 · Johan Harmenberg (SWE) · 4–5 · Philippe Riboud (FRA) · 2–5                  | 3.        | Hans Jacobson (SWE) · V        |                               | Borisz Lukomszkij (URS) · V | kiesett                     | kiesett              | kiesett | kiesett                                   | 13.      |
| Gedővári Imre                                                         | Kard, egyéni      | 1. csoport · Valentín Paraíso (ESP) · 5–3 · Leszek Jabłonowski (POL) · 5–3 · José Laverdecia (CUB) · 5–2 · Vaszil Etropolszki (BUL) · 5–4 | 1.        | 3. csoport · Mark Slade (GBR) · 5–3 · Mario Aldo Montano (ITA) · 5–3 · Andrzej Kostrzewa (POL) · 5–4 · Cornel Marin (ROU) · 5–1 · Viktor Krovopuszkov (URS) · 4–5         | 2.        | Georgi Csomakov (BUL) · GY     | Mihail Burcev (URS) · GY      |                             |                             |                      | Viktor Krovopuszkov (URS) · 4–5 · Mihail Burcev (URS) · 5–3 · Hriszto Etropolszki (BUL) · 5–4 · Michele Maffei (ITA) · 5–4 · Vaszil Etropolszki (BUL) · 4–5 | 3.                                        |          |
| Gerevich Pál                                                          | Kard, egyéni      | 6. csoport · Ali Al-Khawajah (KUW) · 5–1 · Marin Mustaţă (ROU) · 5–2 · Ferdinando Meglio (ITA) · 4–5 · Jacek Bierkowski (POL) · 2–5       | 3.        | 2. csoport · Ioan Pop (ROU) · 1–5 · Peter Ulbrich (GDR) · 5–1 · Leszek Jabłonowski (POL) · 5–4 · Vaszil Etropolszki (BUL) · 5–1 · Jacek Bierkowski (POL) · 3–5            | 3.        | Michele Maffei (ITA) · GY      | Viktor Krovopuszkov (URS) · V |                             | Ferdinando Meglio (ITA) · V | kiesett              | kiesett | kiesett                                   | 9.       |
| Nébald György                                                         | Kard, egyéni      | 3. csoport · Frank-Eberhard Höltje (GDR) · 0–5 · Manuel Ortíz (CUB) · 5–3 · Georgi Csomakov (BUL) · 5–4 · Michele Maffei (ITA) · 5–4      | 1.        | 1. csoport · Marin Mustaţă (ROU) · 5–2 · Jesús Ortíz (CUB) · 5–4 · Hriszto Etropolszki (BUL) · 5–2 · Mihail Burcev (URS) · 1–5 · Michele Maffei (ITA) · 3–5               | 3.        | Vaszil Etropolszki (BUL) · V   |                               | José Laverdecia (CUB) · V   | kiesett                     | kiesett              | kiesett | kiesett                                   | 13.      |
| Szelei István Kolczonay Ernő Papp András Demény László Pap Jenő       | Tőr, csapat       | 2. csoport · Franciaország (FRA) · 6–1 · Kuba (CUB) · 8 (58)–8 (58)                                                                       | 2.        | |           | Lengyelország (POL) · 7–9      |                               |                             |                             |                      | Az 5. helyért · Románia (ROU) · 7–9 | Az 5. helyért · Románia (ROU) · 7–9       | 6.       |
| Kolczonay Ernő Osztrics István Pethő László Pap Jenő Takács Péter     | Párbajtőr, csapat | 3. csoport · Csehszlovákia (TCH) · 9–1 · Finnország (FIN) · 8 (67)–8 (53)                                                                 | 1.        | |           | Románia (ROU) · 5–8            |                               |                             |                             |                      | A 7. helyért · Svédország (SWE) · 4–9 | A 7. helyért · Svédország (SWE) · 4–9     | 8.       |
| Gedővári Imre Gerevich Pál Hammang Ferenc Nébald Rudolf Nébald György | Kard, csapat      | 3. csoport · Olaszország (ITA) · 7–8 | 2.        | |           | NDK (GDR) · 9–7                | Szovjetunió (URS) · 6–8       |                             |                             |                      | Bronzmérkőzés · Lengyelország (POL) · 9–6 | Bronzmérkőzés · Lengyelország (POL) · 9–6 |          |

Női
| Versenyző                                                            | Versenyszám | Selejtező | Selejtező | Selejtező | Selejtező | Főtábla                   | Főtábla                            | Vigaszág          | Vigaszág                  | Vigaszág          | Döntő | Döntő                                     | Helyezés |
| Versenyző                                                            | Versenyszám | 1. kör | 1. kör    | 2. kör | 2. kör    | 1. kör                    | 2. kör                             | 1. kör            | 2. kör                    | 3. kör            | Döntő | Döntő                                     | Helyezés |
| Versenyző                                                            | Versenyszám | Ellenfél Eredmény | Hely.     | Ellenfél Eredmény | Hely.     | Ellenfél Eredmény         | Ellenfél Eredmény                  | Ellenfél Eredmény | Ellenfél Eredmény         | Ellenfél Eredmény | Ellenfél Eredmény | Hely.                                     | Helyezés |
| -------------------------------------------------------------------- | ----------- | --- | --------- | --- | --------- | ------------------------- | ---------------------------------- | ----------------- | ------------------------- | ----------------- | --- | ----------------------------------------- | -------- |
| Maros Magda                                                          | Tőr, egyéni | 6. csoport · Max Madsen (DEN) · 5–1 · Anna Rita Sparaciari (ITA) · 5–2 · Susan Wrigglesworth (GBR) · 5–1 · Mandy Niklaus (GDR) · 5–4 · Pascale Trinquet-Hachin (FRA) · 5–3  | 1.        | 1. csoport · Suzana Ardeleanu (ROU) · 5–1 · Anna Rita Sparaciari (ITA) · 5–2 · Katarína Lokšová-Ráczová (TCH) · 5–3 · Valentyina Szidorova (URS) · 0–5 · Clara Alfonso (CUB) · 4–5 | 3.        | Gabriele Janke (GDR) · GY | Ecaterina Stahl-Iencic (ROU) · GY  |                   |                           |                   | Pascale Trinquet-Hachin (FRA) · 4–5 · Barbara Wysoczańska (POL) · 5–2 · Brigitte Latrille-Gaudin (FRA) · 5–4 · Dorina Vaccaroni (ITA) · 5–1 · Ecaterina Stahl-Iencic (ROU) · 4–5 | 2.                                        |          |
| Tordasi Ildikó                                                       | Tőr, egyéni | 4. csoport · Jolanta Królikowska (POL) · 5–1 · Sabine Hertrampf (GDR) · 5–0 · Helen Smith (AUS) · 3–5 · Katarína Lokšová-Ráczová (TCH) · 2–5 · Dorina Vaccaroni (ITA) · 2–5 | 4.        | 4. csoport · Ann Brannon (GBR) · 3–5 · Sabine Hertrampf (GDR) · 5–3 · Ecaterina Stahl-Iencic (ROU) · 5–1 · Dorina Vaccaroni (ITA) · 3–5 · Pascale Trinquet-Hachin (FRA) · 2–5      | 3.        | Jelena Belova (URS) · GY  | Brigitte Latrille-Gaudin (FRA) · V |                   | Delfina Skąpska (POL) · V | kiesett           | kiesett | kiesett                                   | 9.       |
| Stefanek Gertrúd                                                     | Tőr, egyéni | 5. csoport · Linda Ann Martin (GBR) · 3–5 · Gabriele Janke (GDR) · 5–4 · Véronique Brouquier (FRA) · 5–3 · Mitzi Ferguson (AUS) · 4–5 · Ecaterina Stahl-Iencic (ROU) · 3–5  | 5.        | kiesett | kiesett   | kiesett                   | kiesett                            | kiesett           | kiesett                   | kiesett           | kiesett | kiesett                                   | 26.      |
| Maros Magda Kovács Edit Tordasi Ildikó Szőcs Zsuzsa Stefanek Gertrúd | Tőr, csapat | 3. csoport · Lengyelország (POL) · 10–6 · Nagy-Britannia (GBR) · 8 (58)–8 (61)                                                                                              | 2.        | |           | Olaszország (ITA) · 9–6 · | Franciaország (FRA) · 6–9          |                   |                           |                   | Bronzmérkőzés · Lengyelország (POL) · 9–7 | Bronzmérkőzés · Lengyelország (POL) · 9–7 |          |

## Vízilabda
| Magyar férfi vízilabdacsapat-játékoskeret                                                     | Magyar férfi vízilabdacsapat-játékoskeret                                      |
| --------------------------------------------------------------------------------------------- | ------------------------------------------------------------------------------ |
| - Molnár Endre - Szívós István - Sudár Attila - Gerendás György - Horkai György - Csapó Gábor | - Kiss István - Udvardi István - Kuncz László - Faragó Tamás - Hauszler Károly |

### Eredmények
Csoportkör
A csoport
| Csapat             | M | Gy | D | V | G+ | G– | Gk | P |
| ------------------ | - | -- | - | - | -- | -- | -- | - |
| Magyarország (HUN) | 3 | 2  | 1 | 0 | 19 | 14 | +5 | 5 |
| Hollandia (NED)    | 3 | 2  | 0 | 1 | 16 | 15 | +1 | 4 |
| Románia (ROU)      | 3 | 1  | 1 | 1 | 15 | 15 | 0  | 3 |
| Görögország (GRE)  | 3 | 0  | 0 | 3 | 16 | 22 | –6 | 0 |

| 1980. július 20. 11:00 | Magyarország (HUN)   | 6–6 | Románia (ROU) |  |
| 1980. július 20. 11:00 | (2–2, 1–0, 1–3, 2–1) |     |               |  |
| 1980. július 20. 11:00 |                      |     |               |  |

| 1980. július 21. 11:00 | Magyarország (HUN)   | 5–3 | Hollandia (NED) |  |
| 1980. július 21. 11:00 | (2–1, 2–0, 1–1, 0–1) |     |                 |  |
| 1980. július 21. 11:00 |                      |     |                 |  |

| 1980. július 22. 11:00 | Magyarország (HUN)   | 8–5 | Görögország (GRE) |  |
| 1980. július 22. 11:00 | (1–0, 2–3, 3–0, 2–2) |     |                   |  |
| 1980. július 22. 11:00 |                      |     |                   |  |

Döntő csoportkör
| 1980. július 24. 16:00 | Magyarország (HUN)   | 4–5 | Szovjetunió (URS) |  |
| 1980. július 24. 16:00 | (2–2, 1–1, 1–2, 0–0) |     |                   |  |
| 1980. július 24. 16:00 |                      |     |                   |  |

| 1980. július 25. 16:00 | Magyarország (HUN)   | 7–8 | Jugoszlávia (YUG) |  |
| 1980. július 25. 16:00 | (2–3, 2–2, 0–1, 3–2) |     |                   |  |
| 1980. július 25. 16:00 |                      |     |                   |  |

| 1980. július 26. 16:00 | Magyarország (HUN)   | 6–5 | Spanyolország (ESP) |  |
| 1980. július 26. 16:00 | (1–1, 2–0, 2–3, 1–1) |     |                     |  |
| 1980. július 26. 16:00 |                      |     |                     |  |

| 1980. július 28. 16:00 | Magyarország (HUN)   | 7–5 | Kuba (CUB) |  |
| 1980. július 28. 16:00 | (1–1, 1–3, 2–0, 3–1) |     |            |  |
| 1980. július 28. 16:00 |                      |     |            |  |

| 1980. július 29. 16:00 | Magyarország (HUN)   | 8–7 | Hollandia (NED) |  |
| 1980. július 29. 16:00 | (2–2, 2–1, 2–3, 2–1) |     |                 |  |
| 1980. július 29. 16:00 |                      |     |                 |  |

Végeredmény
| Csapat              | M | Gy | D | V | G+ | G– | Gk  | P  |
| ------------------- | - | -- | - | - | -- | -- | --- | -- |
| Szovjetunió (URS)   | 5 | 5  | 0 | 0 | 34 | 21 | +13 | 10 |
| Jugoszlávia (YUG)   | 5 | 3  | 1 | 1 | 34 | 32 | +2  | 7  |
| Magyarország (HUN)  | 5 | 3  | 0 | 2 | 32 | 30 | +2  | 6  |
| Spanyolország (ESP) | 5 | 2  | 0 | 3 | 28 | 31 | –3  | 4  |
| Kuba (CUB)          | 5 | 0  | 2 | 3 | 31 | 38 | –7  | 2  |
| Hollandia (NED)     | 5 | 0  | 1 | 4 | 26 | 33 | –7  | 1  |

| Csapat             | Helyezés |
| ------------------ | -------- |
| Magyarország (HUN) |          |